# Om det oändliga
Om det oändliga är en svensk dramafilm från 2019, regisserad av Roy Andersson som även skrivit manus. Filmen hade premiär i september 2019 på filmfestivalen i Venedig. Den tilldelades Silverlejonet för bästa regi.
Filmen hade premiär i Sverige den 15 november 2019, utgiven av TriArt Film.

## Handling
Enligt Roy Andersson rör sig filmen mellan nutid och dåtid och skildrar historiska personer som Adolf Hitler och Ivan den förskräcklige. Den lösa strukturen är inspirerad av Tusen och en natt och filmen leds av en fe som agerar berättarröst.

## Tematik
Produktionsbolagets beskrivning lyder: "Som ett överflöd av liv påminner Om det oändliga oss om skörheten och skönheten i vår existens. Och med den i åtanke påminner oss om att upprätthålla denna ändlösa skatt och föra den vidare."
Andersson beskriver filmen som "besläktad men fristående" från sina tre föregående filmer, Sånger från andra våningen, Du levande och En duva satt på en gren och funderade på tillvaron, kallade levandetrilogin.

## Tillkomst
Filmen produceras genom Roy Andersson Filmproduktion. Den fick tolv miljoner kronor i produktionsstöd från Svenska filminstitutet.